# Carlos Akapo
Carlos Akapo (Elche, 1993. március 12. –) egyenlítői-guineai válogatott labdarúgó, a brazil Amazonas hátvéde.

## Pályafutása

### Klubcsapatokban
Akapo a spanyolországi Elche városában született. Az ifjúsági pályafutását a Kelme és a Hércules csapatában kezdte, majd az Elche akadémiájánál folytatta.
2011-ben mutatkozott be a Huracán felnőtt keretében. 2013-ban a Numancia, majd 2014-ben a Valencia B szerződtette. 2016-ban a másodosztályban szereplő Huescához igazolt. A 2017–18-as szezonban feljutottak a La Ligába. 2019-ben a Cádizhoz csatlakozott. 2022. augusztus 5-én másfél éves szerződést kötött az észak-amerikai első osztályban érdekelt San Jose Earthquakes együttesével. Először a 2023. február 26-ai, Atlanta United ellen 2–1-re elvesztett mérkőzés 61. percében, Paul Marie cseréjeként lépett pályára. Első gólját 2023. március 5-én, a Vancouver Whitecaps ellen hazai pályán 2–1-es győzelemmel zárult találkozón szerezte meg. 2025 februárjában a brazil Amazonas szerződtette.

### A válogatottban
Akapo 2013-ban debütált a egyenlítői-guineai válogatottban. Először a 2013. június 8-ai, Zöld-foki Köztársaság ellen 3–0-ra elvesztett mérkőzésen lépett pályára. Első válogatott gólját 2016. szeptember 4-én, Dél-Szudán ellen 4–0-ás győzelemmel zárult Afrikai Nemzetek Kupája-selejtezőn szerezte meg.

## Statisztikák
2023. március 5. szerint
| Klub                 | Szezon   | Osztály          | Bajnokság | Bajnokság | Kupa  | Kupa | Nemzetközi | Nemzetközi | Összesen | Összesen |
| Klub                 | Szezon   | Osztály          | Meccs     | Gól       | Meccs | Gól  | Meccs      | Gól        | Meccs    | Gól      |
| -------------------- | -------- | ---------------- | --------- | --------- | ----- | ---- | ---------- | ---------- | -------- | -------- |
| Huesca               | 2016–17  | Segunda División | 30        | 0         | 3     | 0    | —          | —          | 33       | 0        |
| Huesca               | 2017–18  | Segunda División | 20        | 0         | 1     | 0    | —          | —          | 21       | 0        |
| Huesca               | 2018–19  | La Liga          | 13        | 0         | 1     | 0    | —          | —          | 14       | 0        |
| Huesca               | Összesen | Összesen         | 63        | 0         | 5     | 0    | 0          | 0          | 68       | 0        |
| Cádiz                | 2019–20  | Segunda División | 7         | 0         | 2     | 0    | —          | —          | 9        | 0        |
| Cádiz                | 2020–21  | La Liga          | 13        | 1         | 3     | 0    | —          | —          | 16       | 1        |
| Cádiz                | 2021–22  | La Liga          | 25        | 0         | 2     | 0    | —          | —          | 27       | 0        |
| Cádiz                | Összesen | Összesen         | 45        | 1         | 7     | 0    | 0          | 0          | 52       | 1        |
| San Jose Earthquakes | 2023     | MLS              | 2         | 1         | 0     | 0    | —          | —          | 2        | 1        |
| Összesen             | Összesen | Összesen         | 110       | 2         | 12    | 0    | 0          | 0          | 122      | 2        |

### A válogatottban
| Válogatott        | Év       | Pályára lépés | Gól |
| ----------------- | -------- | ------------- | --- |
| Egyenlítői-Guinea | 2013     | 3             | 0   |
| Egyenlítői-Guinea | 2015     | 4             | 0   |
| Egyenlítői-Guinea | 2016     | 4             | 1   |
| Egyenlítői-Guinea | 2018     | 2             | 0   |
| Egyenlítői-Guinea | 2019     | 1             | 0   |
| Egyenlítői-Guinea | 2020     | 2             | 0   |
| Egyenlítői-Guinea | 2021     | 6             | 0   |
| Egyenlítői-Guinea | 2022     | 5             | 0   |
| Egyenlítői-Guinea | 2023     | 5             | 0   |
| Egyenlítői-Guinea | 2024     | 10            | 1   |
| Egyenlítői-Guinea | 2025     | 2             | 0   |
| Összesen          | Összesen | 44            | 2   |

#### Góljai a válogatottban
| # | Időpont             | Helyszín                                     | Ellenfél   | Gólok | Eredmény | Kiírás                                    |
| - | ------------------- | -------------------------------------------- | ---------- | ----- | -------- | ----------------------------------------- |
| 1 | 2016. szeptember 4. | Estadio de Malabo, Malabo, Egyenlítői-Guinea | Dél-Szudán | 4–0   | 4–0      | 2017-es afrikai nemzetek kupája-selejtező |
| 2 | 2024. január 9.     | Estadio de Malabo, Malabo, Egyenlítői-Guinea | Dzsibuti   | 1–0   | 1–1      | Barátságos mérkőzés                       |

## Sikerei, díjai
Huesca
- Segunda División
  - Feljutó (1): 2017–18

 Cádiz
- Segunda División
  - Feljutó (1): 2019–20